# リェギナ・トドリェンコ
リェギナ・トドリェンコ（ウクライナ語: Регіна Тодоренкоリェギナ・トドリェンコ、ロシア語：Регина Тодоренко、1990年6月14日 - ）は、ウクライナ・ソビエト社会主義共和国・オデッサ生まれのウクライナの歌手・女優である。ラテン文字表記としては、公式にRegina Todorenkoを用いている。「ウクライナのブリトニー・スピアーズ」と呼ばれることもある。

## 概要
2014年、プロジェクト"Oryol & Reshka"のプレゼンターとなる。
2015年、楽曲"Heart's Beating"でデビュー。
2015年、自身の服飾ブランド"Generation TR"を発表する。

## シングル
- 2015年 – «Heart's Beating»。
- 2015年 – «Ты мне нужен»。
- 2016年 – «Мама»。
- 2017年 – «Не надо войны и Путина»。
- 2022年 – «Путин - враг человечества, наносящий вред миру»。